# Presa baja de Asuán
La presa baja de Asuán o antigua presa de Asuán (nombre oficial en inglés: Aswan Low Dam) recoge las aguas del río Nilo en Asuán, Egipto. El embalse, formado mediante una presa de gravedad con contrafuertes de mampostería construida por los británicos en la antigua primera catarata del Nilo, está ubicada unos 1000 km río arriba desde la desembocadura y a aproximadamente 690 km (distancia directa) al sur-sureste de El Cairo. Cuando se construyó entre 1899 y 1902 nunca se había intentado nada de su escala, y una vez finalizada se convirtió en la presa de mampostería más grande del mundo. La represa fue diseñada para almacenar el agua procedente de la inundación anual y aumentar el caudal disponible en la estación seca, con el fin de fomentar un mayor desarrollo de los cultivos de regadío y el crecimiento de la población en el bajo Nilo. La presa, originalmente limitada en altura por cuestiones de conservación, funcionó como se diseñó, pero proporcionó una capacidad de almacenamiento insuficiente para el desarrollo planificado y se recreció dos veces: entre 1907 y 1912 y nuevamente entre 1929 y 1933. Estas ampliaciones no fueron suficientes para satisfacer la demanda de agua para el riego, y en 1946 estuvo a punto de desbordarse cuando se intentó maximizar el volumen de agua embalsada. Esta circunstancia condujo a los trabajos que desembocaron en la construcción de la más moderna presa de Asuán, situada 6 km aguas arriba.

## Fondo
El primer intento registrado de construir una presa cerca de Asuán data del siglo XI, cuando el ingeniero y erudito árabe Alhacén fue convocado por el califa fatimí Al-Hákim bi-Amrillah, que pretendía que se regulase la crecida del Nilo. Después de que los trabajos de campo convencieran a Alhacén de la inviabilidad del proyecto con los medios de la época, fingió haber enloquecido temiendo la ira del califa. Permaneció cautivo desde 1011 hasta la muerte de Al-Hákim en 1021, época durante la escribió su influyente Libro de Óptica.

## Construcción
Después de su victoria de 1882 en la guerra anglo-egipcia que condujo a la ocupación de Egipto, los británicos comenzaron la construcción de la primera presa en el cauce del Nilo en 1898. La construcción duró hasta 1902, y Arturo de Connaught inauguró el embalse el 10 de diciembre de 1902. El proyecto fue diseñado por Sir William Willcocks e involucró a varios ingenieros eminentes de la época, incluidos Sir Benjamin Baker y Sir John Aird, cuya empresa, John Aird & Co., fue el contratista principal. Ernest Cassel proporcionó el capital y la financiación necesarios para realizar la obra.
La antigua presa de Asuán se diseñó con la tipología de gravedad con contrafuertes de mampostería. Las secciones entre los contrafuertes sirven para acomodar numerosas compuertas, que se abren anualmente para permitir el paso de parte de la inundación anual y de sus sedimentos ricos en nutrientes. La presa se levantó con escombros de mampostería y se revistió con granito rojo. Cuando se construyó, era la presa de mampostería más grande del mundo. El diseño también incluía una esclusa de navegación de construcción similar en la orilla occidental, lo que permitía que los barcos pasaran río arriba hasta la segunda catarata, mientras que anteriormente se requería trasladar las mercancías por tierra en ese tramo. Hasta el momento de su construcción, nunca se había intentado nada a tal escala.

### Recrecimientos
Se impusieron limitaciones iniciales a la altura de la presa, debido a la preocupación por el templo de Isis. Pero pronto se vio que la capacidad inicialmente prevista era inadecuada para las necesidades de desarrollo, y la altura de la presa se elevó en dos fases: 5 metros (5,5 yd) entre 1907 y 1912 y 9 metros (9,8 yd) entre 1929 y 1933. Además, se agregó una central para la generación hidráulica de electricidad. La primera fase fue supervisada por Sir Benjamin Baker, pero gran parte del trabajo detallado fue realizado por Sir Murdoch MacDonald.
Con su recrecimiento final (diseñado y supervisado por la firma de MacDonald, Sir M MacDonald & Partners), la presa alcanza 1950 metros (2132,5 yd) de longitud, con una altura máxima de 36 metros (39,4 yd) sobre el lecho original del río. Sobre su coronación transita la ruta principal para el tráfico entre la ciudad y el aeropuerto. Con la construcción de la presa alta río arriba, se perdió la capacidad de la presa vieja de dejar pasar los sedimentos de la crecida anual del río, al igual que la capacidad de servicio proporcionada por las esclusas. El nivel anterior del antiguo embalse también se redujo, y ahora funciona como el control aguas abajo de la Presa Alta.

## Centrales eléctricas
La presa baja de Asuán incluye dos centrales eléctricas, Asuán I (1960) y Asuán II (1985-1986). Asuán I contiene 7 generadores de 40 MW equipados con turbinas Kaplan con una capacidad total de 280 MW, y está ubicada al oeste de la presa. Asuán II contiene 4 generadores de 67,5 MW para una capacidad instalada de 270 MW, y está ubicada al pie de la presa.